# سلطان الشمري (لاعب كرة قدم مواليد 1994)
سلطان صالح الشمري مواليد (مواليد 19 أبريل 1994) هو لاعب كرة قدم سعودي يلعب حالياً في نادي الشعلة.
كانت بداياته مع نادي هجر و انتقل في عام 2014 إلى أولمبي نادي الهلال و انتقل إلى نادي الطائي في عام 2016 و فسخ عقده مع الطائي مطلع عام 2017 و وقع بعدها مع نادي الوطني و لعب معهم فترة بسيطة وبعدها لعب مع نادي الخليج ونادي المجزل ونادي وج ونادي النهضة ونادي العلا ونادي الشعلة.